# Amphitheater (Catania)

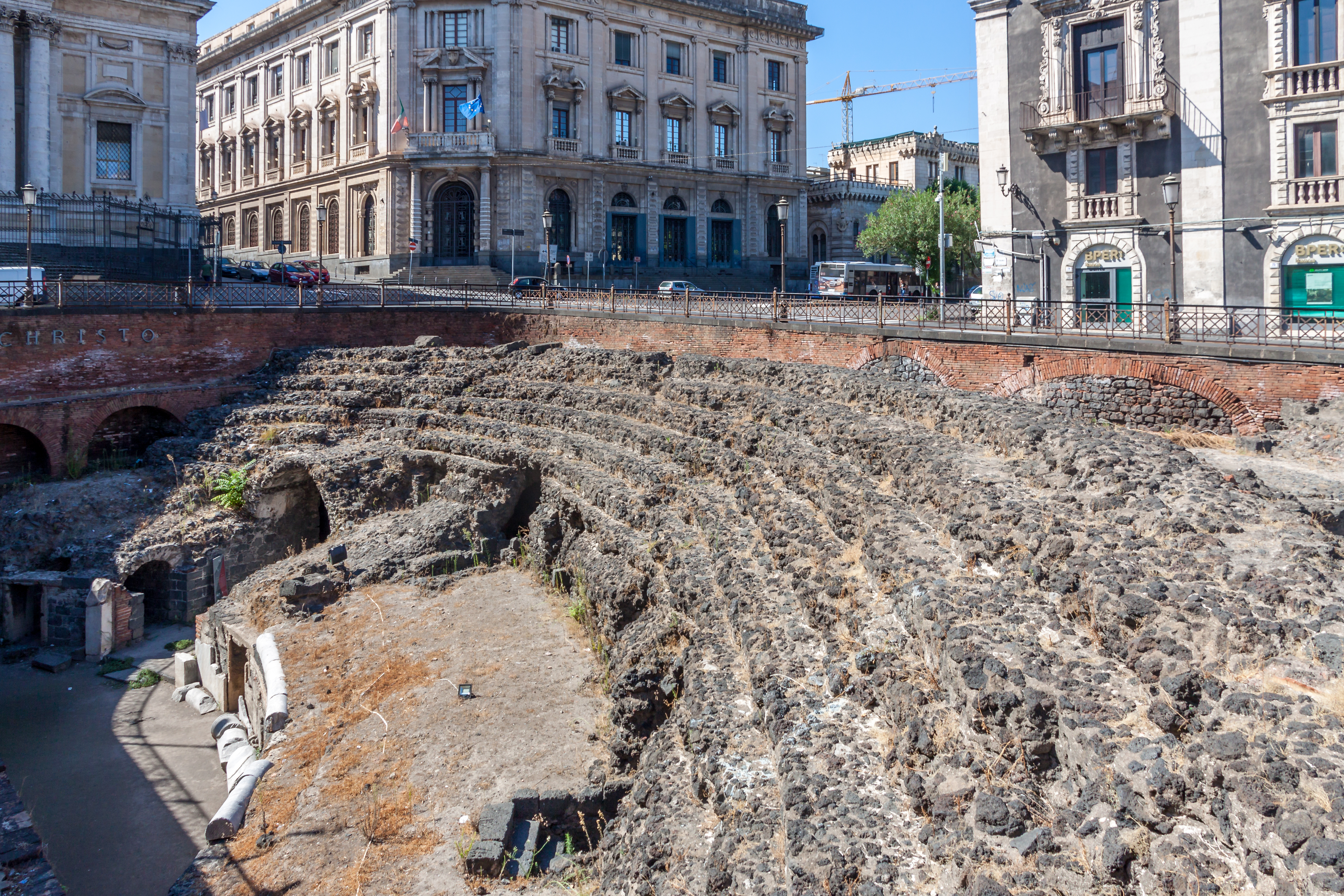
Das Römische Amphitheater von Catania

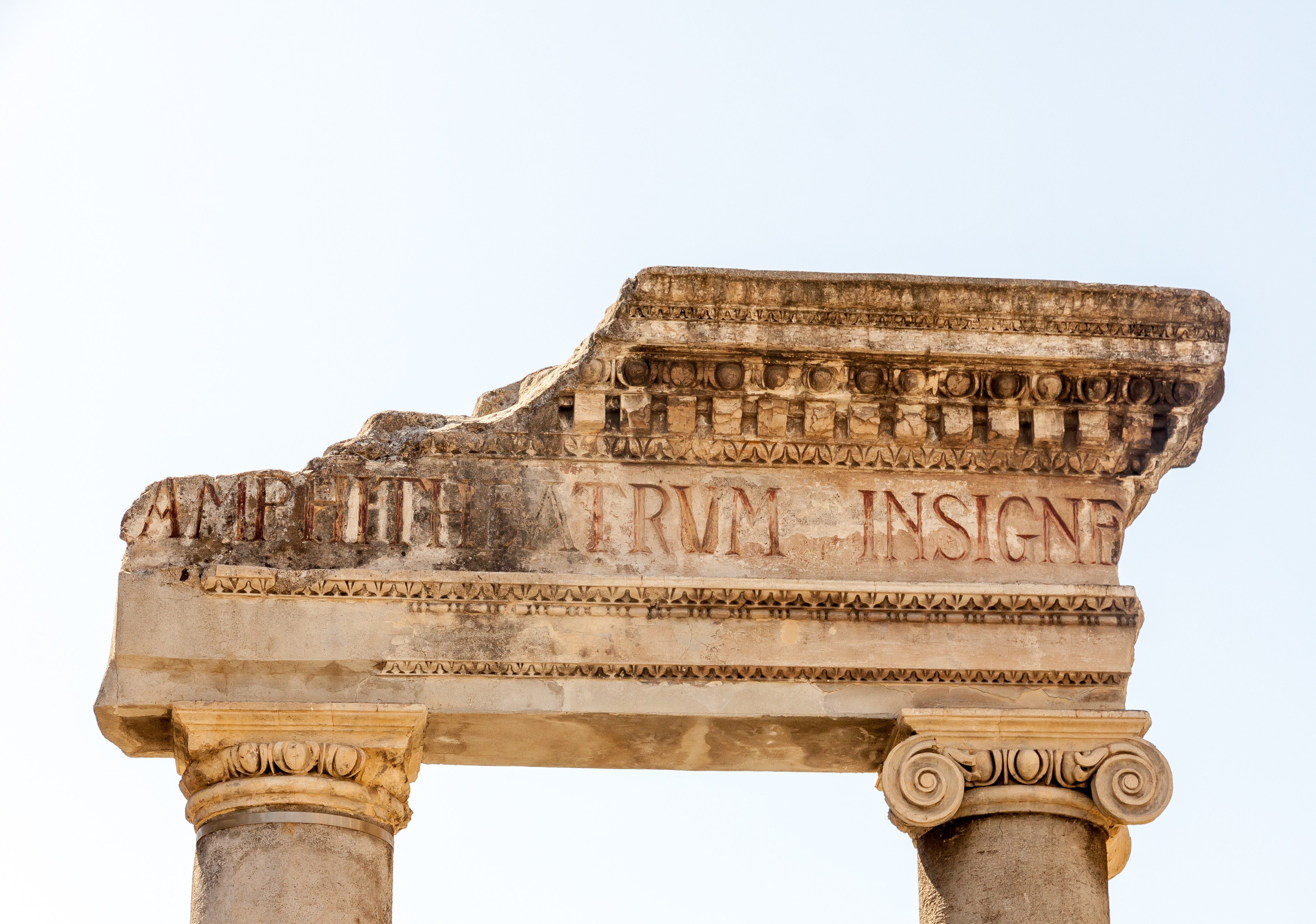
Der Eingang

Das Amphitheater von Catania (italienisch Anfiteatro romano di Catania) war in der römischen Kaiserzeit mit 16.000 Sitzplätzen eines der größten auf Sizilien. Das Gebäude mit ovalem Grundriss hat eine Länge von 71 m und eine Breite von 51 m. Errichtet wurde es wahrscheinlich im 2. Jahrhundert. Beim Bau kamen dunkler Basalt, weißer Kalkstein und rote Ziegel zum Einsatz, die dem Gebäude eine ungewöhnliche Farbigkeit verleihen. 
Schon zur Regierungszeit Theoderichs (493–526) war das Theater so verfallen, dass die Bürger von Catania den König baten, herabgefallene Steine für den Bau der Stadtmauer zu benutzen, was Theoderich auch bewilligte. An der Marmorfassade der Kathedrale von Catania befinden sich zwei Säulenordnungen aus dem römischen Amphitheater. Diese wurden wohl schon im 11. Jahrhundert von den Normannen beim Bau der ersten Kathedrale verwendet. Auch der ägyptische Obelisk auf dem Elefantenbrunnen stand ursprünglich wohl als Zielsäule im Amphitheater.
Heute ist es teilweise von barocken Gebäuden überbaut und deshalb nicht gänzlich ausgegraben. Der freigelegte Teil liegt unterhalb des heutigen Straßenniveaus an der Piazza Stesicoro und ist frei zugänglich.